# Mathieu-Augustin Cornet
Mathieu-Augustin Cornet (Nantes, 10 aprile 1750 – Parigi, 1º maggio 1832) è stato un politico francese.

## Biografia

### I primi anni
Nato in una famiglia di mercanti, figlio di Nicolas Cornet e Jeanne Cosson, Mathieu-Augustin Cornet divenne esattore dei fouages del vescovado di Nantes nel 1785 e consigliere comunale della città; nel 1789 intervenne nelle assemblee del baliato in favore della parità dei diritti tra i cittadini francesi e delle responsabilità pubbliche.
Partigiano moderato della Rivoluzione, nel 1790 fu eletto al direttorio del suo dipartimento. Dopo le sue dimissioni nel 1791, si recò a Beaugency dove fece ogni sforzo per alleviare le sofferenze dei 132 cittadini di Nantes che Carrier aveva inviato al tribunale rivoluzionario verso la fine di dicembre del 1793. Fu arrestato e mandato nel carcere di Plessis a Parigi nel 1794.

### Il direttorio
Rilasciato dopo il processo di Nantes, il 9 termidoro tornò a Beaugency come commissario del Direttorio.
Il 22 germinale dell'anno VI venne eletto deputato per il Loiret al Consiglio degli Anziani, opponendosi alla legge sugli ostaggi ed ottenne la chiusura tra l'altro del circolo del Manège. Cornet si distinse in questa assemblea per alcune opinioni contrarie al partito repubblicano. Partecipò attivamente a tutte le discussioni che avevano per oggetto il sistema dei mutui, il rimborso dei beni liquidati, l'istituzione di una corte marziale della marina, gli acquirenti dei beni nazionali, l'imposta sui serramenti, i premi per la marina nazionale, l'imposta sul sale e la delibera sull'affidamento dei lavori del Corpo Legislativo.
Il 18 agosto 1799, divenne presidente del Consiglio degli Anziani. Il 4 settembre dello stesso anno pronunciò un discorso in occasione dell'anniversario del colpo di Stato del 18 Fruttidoro dell'anno V. Cornet non mancò di elogiare il generale Joubert, ma si oppose alla proposta di legge di applicare la pena di morte a quanti volessero proporre o firmare trattati tendenti a modificare la costituzione nazionale.

### Il colpo di Stato del 18 brumaio
Fu soprattutto con l'approssimarsi del colpo di Stato del 18 brumaio che Cornet si distinse nella lotta di partito. La società francese sotto il Direttorio era ormai giunta sull'orlo dell'anarchia. Un governo debole, le casse esauste, la stagnazione del commercio, tutto sembrava presagire una crisi fatale per la Francia. Colpiti dall'imminenza del pericolo, diversi membri del Corpo Legislativo si incontrarono ed il risultato delle loro decisioni fu di rivolgersi immediatamente al Direttorio, per pregarlo di unirsi a loro nella repressione degli sforzi degli anarchici.
Il generale Bonaparte, giunto intanto con l'Armata d'Oriente, offrì la propria disponibilità ad un colpo di Stato per contribuire alla "salvezza dello stato". Giunse a dire Cornet: "Se non si prendono provvedimenti, la patria verrà consumata, la Repubblica sarà un fatto del passato ed il suo scheletro sarà nelle mani degli avvoltoi che combatteranno per le sue membra ormai emaciate."

### Il Consolato e l'impero
Il Primo Console Bonaparte, una volta preso il potere, non dimenticò gli sforzi di Cornet in suo sostegno. In primo luogo lo incaricò di una missione di pace nei dipartimenti ribelli dell'Occidente, lo nominò senatore il 3 nevoso dell'anno VIII, gli assegnò la Legion d'onore il 9 vendemmiaio anno XII, concedendogli poi la commenda il 25 pratile successivo, lo nominò segretario del senato, conte dell'impero francese (26 aprile 1808) e grand'ufficiale della Legion d'onore (30 giugno 1811).
Malgrado ciò, il 1º aprile 1814 firmò per la decadenza di Napoleone.

### La Restaurazione e la monarchia di luglio
Nominato pari di Francia il 4 giugno 1814, si tenne fuori dalla vita pubblica durante i Cento Giorni per poi riprendere il suo seggio alla camera dei pari durante la seconda Restaurazione.
Votò a favore della condanna a morte del maresciallo Ney e venne confermato poi al titolo di conte da Luigi XVIII il 31 agosto 1817.
Tentò di ottenere la trasmissibilità del titolo nobiliare a favore del nipote Leriche de Cheveigné quando scoppiarono le Trois Glorieuses. Dopo aver prestato giuramento a Luigi Filippo, sedette nuovamente nella Camera dei Pari fino alla sua morte.
Morì a Parigi, durante l'epidemia di colera, il 4 maggio 1832, all'età di ottantadue anni.

## Araldica
|  |

|  |